# Faculdade de Engenharia da Universidade do Porto
A Faculdade de Engenharia da Universidade do Porto (FEUP), é um estabelecimento de Ensino Superior da Universidade do Porto dedicado ao ensino da Engenharia.
Na FEUP são ministrados diversos cursos de pré e pós graduação nos vários ramos da Engenharia. Com origens que datam do século XVIII, a Instituição passou a designar-se Faculdade de Engenharia em 1926. Todos os cursos são acreditados pela Ordem dos Engenheiros.
A FEUP orgulha-se em ser a primeira instituição portuguesa com todos os cursos de Engenharia reconhecidos pela ENAEE (European Network for Accreditation of Engineering Education) através da atribuição da Marca de Qualidade EUR-ACE. São eles os Mestrados Integrados em Engenharia Mecânica, Engenharia Civil, Engenharia Química, Engenharia Informática e Computação, Engenharia Eletrotécnica e de Computadores, Engenharia Industrial e Gestão, Engenharia do Ambiente, Engenharia Metalúrgica e de Materiais, Bioengenharia e o Mestrado em Engenharia de Minas e Geo-ambiente. Esta qualificação coloca a FEUP num patamar inédito ao nível do ensino superior em Portugal, dando uma maior dimensão europeia aos diplomas da FEUP, o que deverá potenciar uma maior aceitação de engenheiros da FEUP por toda a Europa.
O lema da FEUP, partilhado com a Faculdade de Ciências da Universidade do Porto, Virtus Unita Fortius Agit - A união faz a força, transpõe o sentimento comum a todos os alunos desta instituição pela mesma e pela vontade de aprender. A cor da FEUP é cor de Engenharia, cor esta um símbolo do que é ser Engenheiro: fazer.

## História

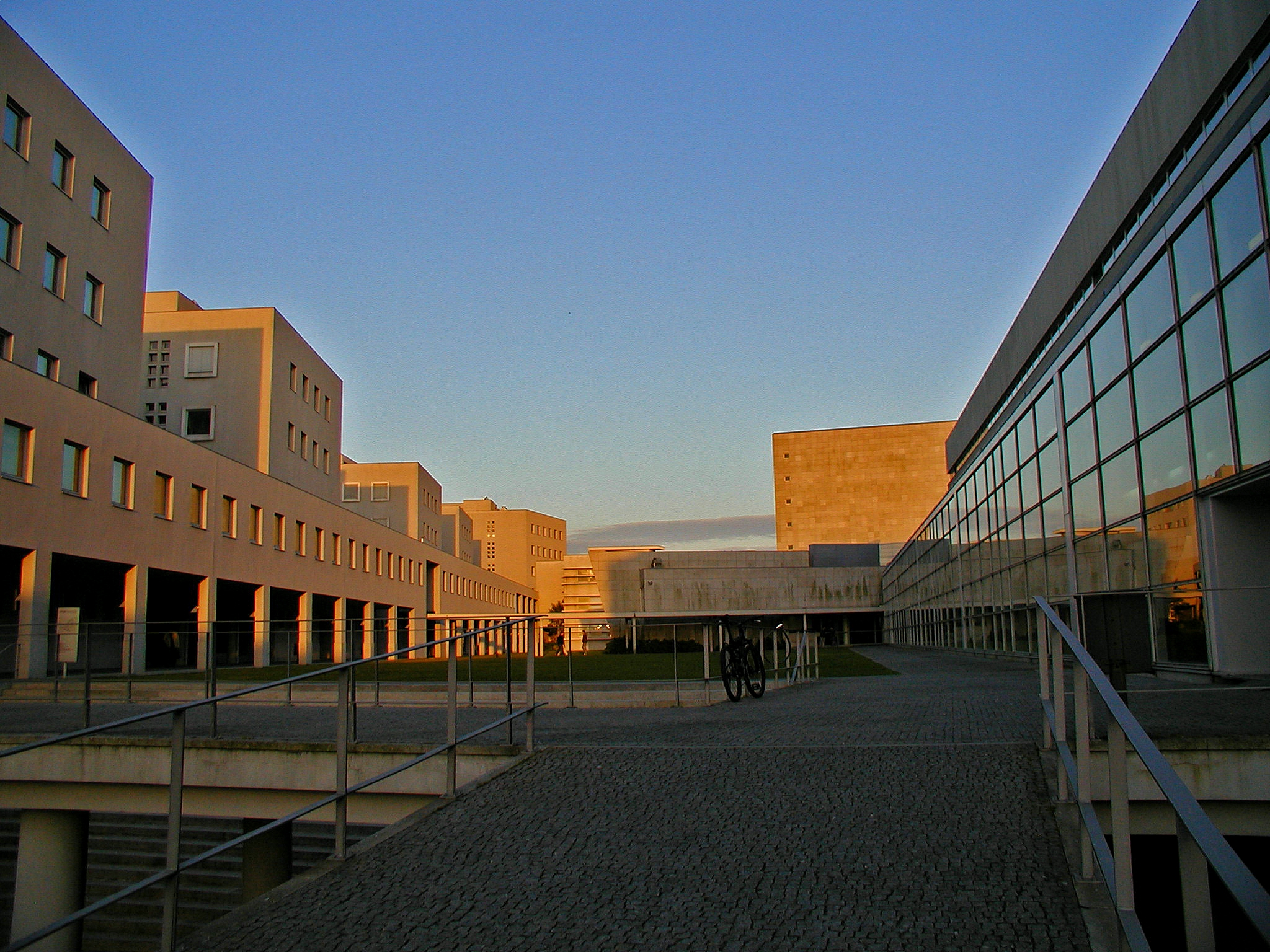
Campus FEUP.

O ensino da Engenharia em Portugal, no âmbito civil, teve origem no primitivo núcleo escolar da Aula Náutica, decretado em 30 de Julho de 1765. A cidade do Porto era um importante centro de navegação e comércio, tendo nascido rapidamente o espírito mercantil nos seus habitantes. Mas vivia-se, nessa altura, uma situação preocupante: o comércio estava a ser prejudicado pelos corsários, que, escondidos nas praias do Norte de África, assaltavam os navios carregados de mercadorias.
Para resolver o problema, os Homens de Negócio da Praça do Porto pediram ao Rei licença para construir à sua custa duas fragatas de 24 a 30 peças para proteger as esquadras que da cidade saíssem para os portos da América. Com o início da construção, verificou-se a necessidade de apresentar pessoas capazes de comandar e manobrar as referidas naus. E daí surge, na cidade do Porto, a Aula de Náutica.
Em sua substituição e por Decreto de 13 de Janeiro de 1837 foi criada no Porto a Academia Politécnica do Porto, que tinha como missão formar engenheiros, oficiais de marinha, pilotos, comerciantes, agricultores, directores de fábrica e artistas.
Por decreto de 21 de Julho de 1885 foram organizados cursos de Engenharia de Obras Públicas, de Minas e Industrial, bem como o curso superior de Comércio, todos com seis anos, sendo 4 de preparatórios e 2 de especialização.
A Academia preparava alunos também para as Escolas do Exército, Naval, de Medicina e Farmácia. Após a implantação da República, o primeiro governo efectuou uma reforma do ensino superior, reformando a Universidade de Coimbra e criando em Lisboa e no Porto duas novas Universidades, com autonomia pedagógica e administrativa.
Por esta reforma, a Academia Politécnica do Porto, foi transformada em Escola de Engenharia, a qual ficou anexa à Faculdade de Ciências. Esta situação provocou os protestos dos professores do Porto, pela boca dos representantes da cidade, o que conduziu à publicação da Lei n. 410 de 1915 que transformou a Escola de Engenharia, anexa à Faculdade de Ciências, em Faculdade Técnica com autonomia própria. Esta mesma lei determinou a divisão dos cursos de Engenharia em Civil, Minas, Mecânica, Electrotécnica e Químico-Industrial.
A organização destes cursos foi corrigida por legislação publicada em 30 de Novembro de 1918 e 29 de Janeiro de 1921. O decreto n. 18739 de 26 de Julho de 1930 fixou a organização dos cursos do que, então, se passou a designar Faculdade de Engenharia da Universidade do Porto.
Ao comemorar os cem anos da Academia Politécnica do Porto, é inaugurado o edifício da Rua dos Bragas (1937).

## Ensino

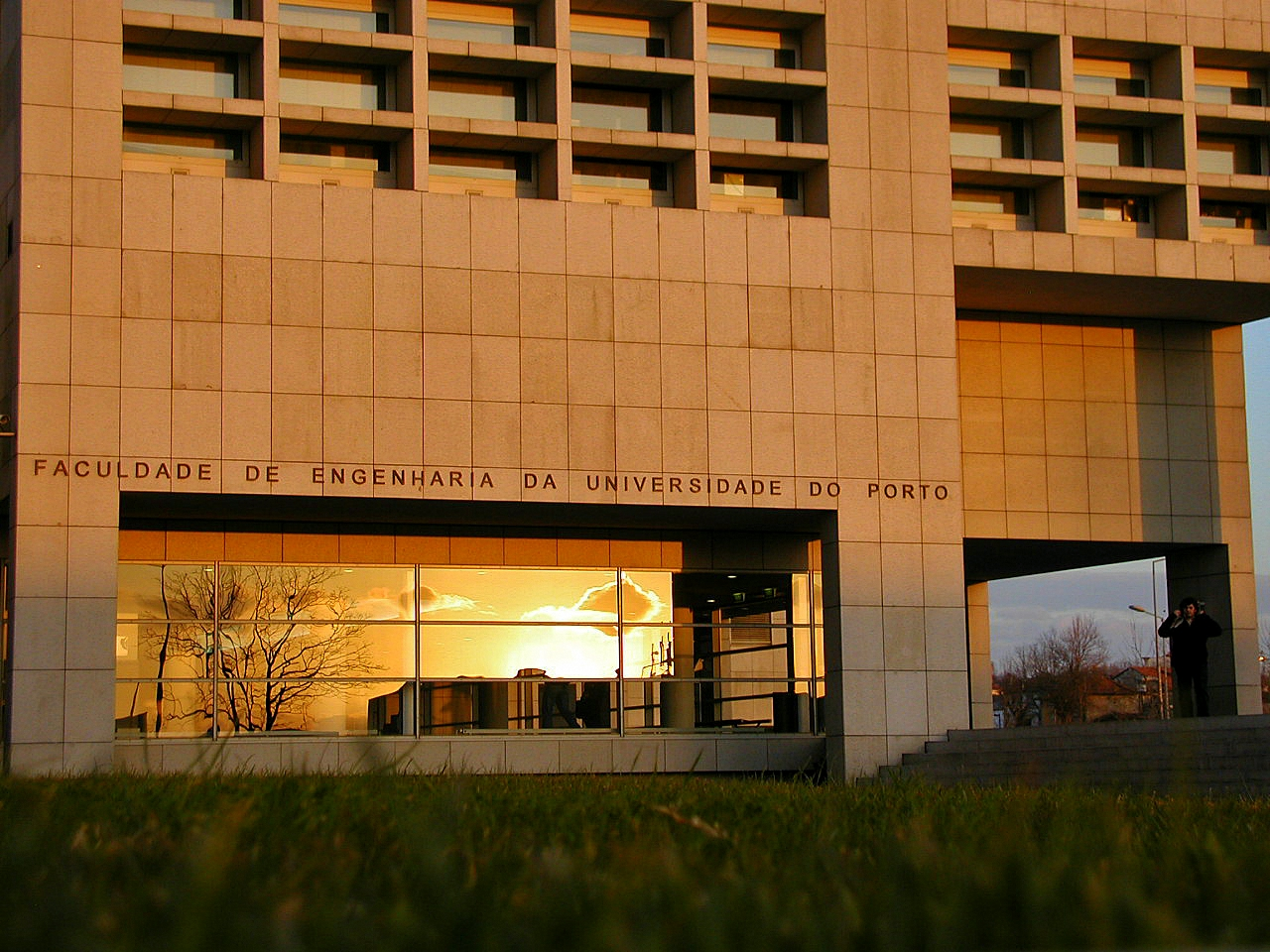
Entrada principal da FEUP.

O decreto n. 40378 de 14 de Novembro de 1955 fixa a organização e curricula dos cursos de Engenharia professados nas Universidades Portuguesas (Eng.Civil, Minas, Mecânica, Electrotécnica e Químico-Industrial). Este decreto atribui aos cursos de Engenharia um plano de estudos único e obrigatório para as Faculdades de Ciências e Instituto Superior Técnico (quanto aos três primeiros anos) e para este e a Faculdade de Engenharia da UP (quanto aos três restantes). A reforma do ensino de 1970 introduziu importantes alterações na organização dos cursos de Engenharia os quais foram encurtados para cinco anos, passando a haver autonomia das escolas na determinação dos seus curricula.
Em 1974, a Faculdade de Engenharia passou a assegurar a leccionação dos cinco anos das suas licenciaturas, deixando de caber à Faculdade de Ciências a leccionação dos dois primeiros anos.
Entretanto, em 1970, é criada a licenciatura de Engenharia Metalúrgica, mais tarde designada Engenharia Metalúrgica e de Materiais. Mais recentemente, foram criadas a licenciatura em Gestão e Engenharia Industrial (1990),  a licenciatura em Engenharia Informática e Computação (1994) e a Licenciatura em Engenharia e Gestão do Ambiente (2004). Actualmente, a FEUP oferece dez licenciaturas.
Em 1988, a publicação da lei de Autonomia Universitária veio permitir que a Faculdade de Engenharia aprovasse os seus primeiros estatutos onde foi fixada a sua autonomia administrativa, financeira e pedagógica.
A pós-graduação constitui também uma das áreas de grande investimento da FEUP desde que, em 1981, foi criado o primeiro curso de mestrado. Desde essa data que têm vindo a ser criados diversos cursos deste nível, sendo hoje oferecidos diversos mestrados, cobrindo vários ramos da Engenharia. A FEUP oferece ainda doutoramentos em todas as áreas científicas correspondentes aos departamentos e ainda nas áreas interdisciplinares de Engenharia e Ciências de Engenharia.

## Instalações

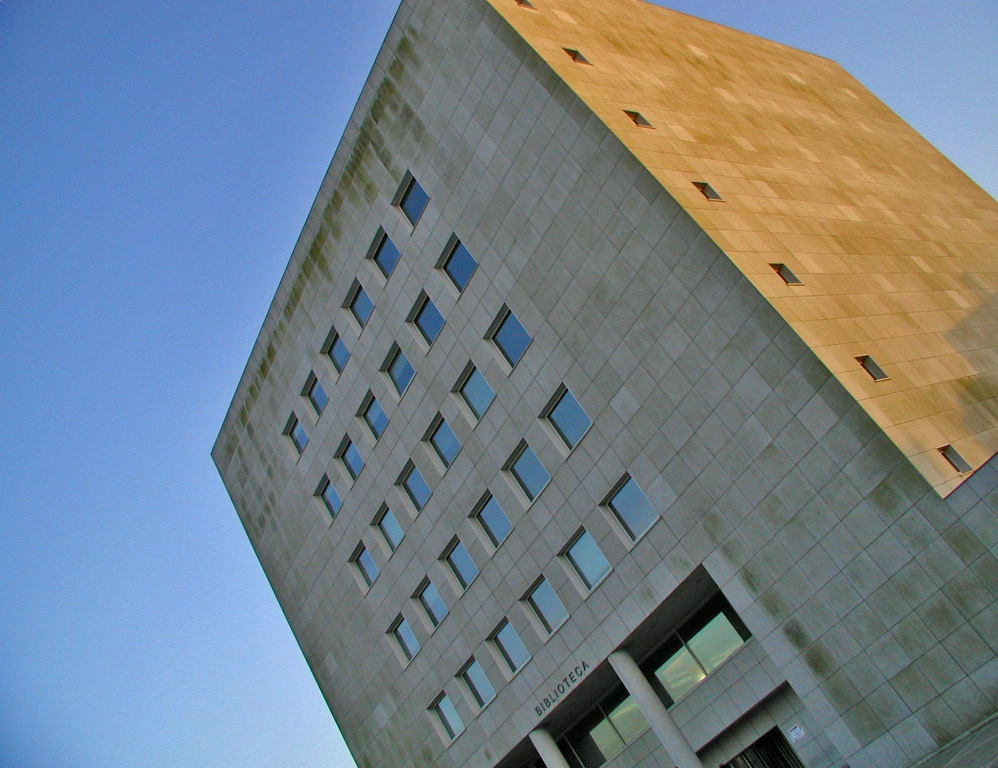
Biblioteca FEUP.

As anteriores instalações da FEUP, inauguradas em 1937 na Rua dos Bragas na freguesia de Cedofeita no Porto no final do século XX tornaram-se exíguas para o número de alunos e de pessoal (docente e não docente) que ali trabalhava. A sua área útil total rondava os 30.000 m².
Inauguradas em 2001, concebidas pelos arquitectos Pedro Ramalho e Luis Ramalho , a FEUP conta com as atuais instalações no pólo II (Asprela) da Universidade do Porto, junto do Hospital de S.João/Faculdade de Medicina da Universidade do Porto, Faculdade de Economia do Porto, Faculdade de Ciências da Nutrição e Alimentação da Universidade do Porto, Universidade Portucalense Infante D. Henrique, Instituto Superior de Engenharia do Porto, Escola Superior de Educação do Porto, Faculdade de Desporto da Universidade do Porto, Faculdade de Psicologia e de Ciências da Educação da Universidade do Porto, Universidade Fernando Pessoa, Escola Superior de Enfermagem do Porto, Faculdade de Medicina Dentária da Universidade do Porto, Instituto de Ciências da Saúde da Universidade Católica e Escola Superior de Biotecnologia da Universidade Católica. Com uma área total de 90.000 m² e 15 edifícios, divididos entre os quais os 6 departamentos, blocos de aulas, auditório e biblioteca, é das maiores faculdades a funcionar actualmente em Portugal. A norte dentro do campus da faculdade, está localizado o INESC Porto e o INEGI.
No antigo edifício da Faculdade, funciona actualmente a Faculdade de Direito da Universidade do Porto, um pólo do Instituto de Ciências Biomédicas Abel Salazar (ICBAS) da Universidade do Porto, a Licenciatura em Jornalismo e Ciências da Comunicação da Universidade do Porto, a Escola Superior de Tecnologias da Saúde do Instituto Politécnico do Porto e o Orfeão Universitário do Porto.

## Organização

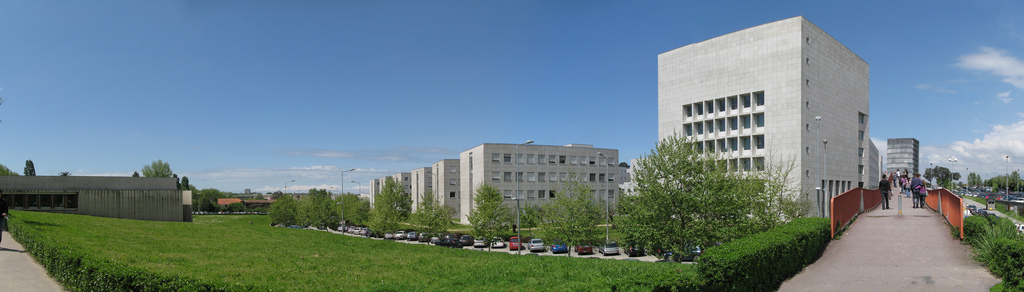
Entrada da FEUP.

A FEUP dispõe de um conjunto de Órgãos de Gestão Central e está organizada em Departamentos e Serviços Centrais.

### Órgãos de Gestão Central[5]
- Assembleia de Representantes
- Assembleia Estatutária
- Director
- Conselho Directivo
- Conselho Científico
- Conselho Pedagógico
- Conselho Administrativo

### Departamentos
No que respeita à divisão em termos das grandes áreas do conhecimento, delimitadas em função dos objectivos próprios e de metodologias técnicas de investigação científica, a FEUP está organizada em nove departamentos. Os departamentos da FEUP possuem por órgãos de gestão um conselho do departamento e uma comissão executiva, podendo subdividir-se em secções, sempre que a sua dimensão e a pluralidade das áreas científicas compreendidas o recomende.
- Engenharia Civil
- Engenharia de Minas e Geoambiente
- Engenharia Electrotécnica e de Computadores
- Engenharia Física
- Engenharia Industrial e Gestão
- Engenharia Informática
- Engenharia Mecânica
- Engenharia Metalúrgica e de Materiais
- Engenharia Química

### Serviços Centrais
Na FEUP estão constituídos oito serviços centrais de apoio.
- Centro de Informática Correia de Araújo
- Divisão de Recursos Humanos
- Serviço de Documentação e Informação
- Serviços de Imagem, Comunicação e Cooperação
- Serviços Académicos
- Serviços Económico-Financeiros
- Serviços Técnicos e de Manutenção
- Unidade de Apoio à Direcção

### Associações Estudantis
- AEFEUP - Associação de Estudantes da Faculdade de Engenharia da Universidade do Porto

A AEFEUP foi fundada em 15 de Março de 1984 e é a entidade que legalmente representa todos os estudantes da Faculdade de Engenharia da Universidade do Porto. Esta associação de estudantes assume cada vez mais um papel de extraordinária importância na vida do estudante.
A AEFEUP é constituída por três órgãos: a Mesa da Assembleia Geral, a Direcção e o Conselho Fiscal. Na Direcção estão dispostos os diversos departamentos que promovem e fomentam todas as actividades desportivas, culturais e recreativas. Contudo, a sua existência tem como primordial objectivo a resolução de todas as questões relacionadas com o ensino, sempre orientadas para a defesa do estudante.
A AEFEUP é uma Associação legal que tem desenvolvido uma grande diversidade de projectos nas diversas áreas de gestão. É a maior Associação de Estudantes da Universidade do Porto.
- ADEMEC - Associação de Antigos Alunos de Mecânica
- ADEMM - Associação de Antigos Alunos de Metalurgia e de Materiais
- Age-i-FEUP - Associação dos Alunos de Gestão e Engenharia Industrial da FEUP
- AlumniEI - Associação de Antigos Alunos e Finalistas de Engenharia Informática e Computação da FEUP
- BEST - Board of European Students of Technology - Universidade do Porto
- CORAL - Coral da Faculdade de Engenharia da Universidade do Porto
- CineFEUP - Clube de cinema da FEUP
- ESTIEM - European Students of Industrial Engineering and Management
- Engenharia Rádio - Rádio Universitária do Porto
- GFE - Grupo de Fados de Engenharia
- IACES LC Porto - International Association of Civil Engineering Students - Local Committee Porto
- JuniFEUP - Júnior Empresa da Faculdade de Engenharia da Universidade do Porto
- NuIEEE - Núcleo Universitário do IEEE
- NAAM - Núcleo de Aeronáutica, Aeroespacial e Modelismo da FEUP
- NECGM - Núcleo Estudantil de Computação Gráfica e Multimédia
- NJE - Núcleo do Jornal de Engenharia
- NEEEC-FEUP - Núcleo de Estudantes de Engenharia Eletrotécnica e de Computadores da FEUP
- NEEM FEUP - Núcleo Académico de Engenharia Mecânica da FEUP
- NIAEFEUP - Núcleo de Informática da Associação de Estudantes da FEUP
- TEUP - Tuna de Engenharia
- TUNAFE - Tuna Feminina de Engenharia

## Cursos
Actualmente, são leccionados 12 cursos de pré-graduação (3 de Licenciaturas e 9 de Mestrados Integrados) e 58 cursos de pós-graduação (24 especializações, 25 Mestrados e 9 Doutoramentos).

## Personalidades que frequentaram a FEUP
- Belmiro de Azevedo -  Empresário
- Edgar Cardoso -  Engenheiro civil
- Jorge de Sena - Poeta
- António Segadães Tavares - Engenheiro civil, autor do projecto da ampliação do aeroporto da Madeira
- Carlos Resende - Jogador e treinador de andebol
- António Mota - Presidente da Mota Engil
- Manuel Ferreira de Oliveira - ex-CEO da Galp Energia
- Ludgero Marques - Presidente da AEP
- Armando Tavares - Presidente da QIMONDA Portugal
- João Serrenho - Presidente da Tintas CIN
- Carlos Martins - Engenheiro Mecânico -  Chairman da Martifer
- Jorge Martins - Engenheiro Mecânico -  CEO da Martifer
- António Mendes Ferreira "Tó Ferreira" - Ex-jogador de basquetebol do FC Porto e da Seleção Nacional e atual professor catedrático na faculdade
- Joaquim Poças Martins - Engenheiro Civil - reconhecido pelo seu trabalho a nivel mundial na gestão da água ademais de ser professor, gestor público e ex-governante português